# (100490) 1996 VB14
(100490) 1996 VB14 es un asteroide perteneciente al cinturón de asteroides, descubierto el 5 de noviembre de 1996 por el equipo del Spacewatch desde el Observatorio Nacional de Kitt Peak, Arizona, Estados Unidos.

## Designación y nombre
Designado provisionalmente como 1996 VB14.

## Características orbitales
1996 VB14 está situado a una distancia media del Sol de 2,853 ua, pudiendo alejarse hasta 3,146 ua y acercarse hasta 2,560 ua. Su excentricidad es 0,102 y la inclinación orbital 4,398 grados. Emplea 1760 días en completar una órbita alrededor del Sol.

## Características físicas
La magnitud absoluta de 1996 VB14 es 16,1.